# Andy Russell
Andy Russell (nascut amb el nom d'Andrés Rábago; 1919 –1992) va ser un cantant estatunidenc de música pop, tradicional i llatina.
Els seus pares havien emigrat de Mèxic. Va vendre 8 milions de discs a la dècada de 1940 i principi de la de 1950 cantava amb veu de baríton en anglès i castellà. Va cantar cançons com "Bésame mucho", "Amor", "What a Difference a Day Made", "Laughing on the Outside (Crying on the Inside)", "Without You", i "The Anniversary Waltz". Més endavant va viatjar a Mèxic on va ser l'estrella de la ràdio i la televisió, el cinema i els nightclubs. Va fer gires per Amèrica del Sud, Portugal i Espanya, i a Buenos Aires entre 1956 i 1965 va presentar el programa de televisió El Show de Andy Russell amb gran èxit. En tornar als Estats Units va continuar enregistrants discos i amb el single de l'any 1967 anomenat "It's Such a Pretty World Today" el qual va ser el número 1 durant 9 setmanes al Billboard Magazine, Easy Listening Chart.